# Gare de Lardenne-Bourg
Pour les articles homonymes, voir Gare de Lardenne (homonymie).
La gare de Lardenne-Bourg était une halte ferroviaire française de la ligne de Toulouse à Boulogne-sur-Gesse, située sur le territoire de la commune de Toulouse, dans le quartier de Lardenne.
C'était une halte, mise en service en 1900 par la compagnie des chemins de fer du Sud-Ouest et définitivement fermée au trafic des voyageurs en 1949. Située sur une section déclassée et déferrée, l'ancienne halte est toujours visible. Pour la desserte du quartier, il lui a été substitué l'arrêt de bus Lardenne, desservi par la ligne Tisséo L3.
L'actuelle gare de Lardenne est située à 900 mètres.

## Situation ferroviaire
Établie à 158 mètres d'altitude, la halte de Lardenne-Bourg était située au point kilométrique (PK) 4,2 de la ligne de Toulouse à Boulogne-sur-Gesse.

## Histoire
La halte de Lardenne-Bourg est mise en service le 16 octobre 1900 par la compagnie des chemins de fer du Sud-Ouest, lorsqu'elle ouvre à l'exploitation la ligne de Toulouse-Roguet à Sainte-Foy-de-Peyrolières.
La halte est ouverte au trafic des marchandises le 11 février 1901.
La halte ferme en même temps que la ligne, le 31 décembre 1949.

## Service des voyageurs
Gare fermée située sur une section de ligne déclassée.

## Patrimoine ferroviaire
La halte a été rachetée par la commune, et la loue comme petit local commercial pour une pizzeria (visible sur la photo).